# Макеев, Игорь Владимирович
Игорь Владимирович Макеев (азерб. İqor Vladimiroviç Makeyev) — военнослужащий внутренних войск МВД Азербайджана, сержант. Национальный герой Азербайджана.

## Биография
Родился 27 октября 1971 года в Кировабаде (историческая Гянджа). По национальности — русский.
В 1987 году окончил школу № 39. Военную службу начал в 1990 году во внутренних войсках МВД Азербайджана в Баку (в/ч 6500), откуда был направлен в школу сержантов в Ростовской области.

### Первая карабахская война
В связи с событиями, происходившими в Азербайджане, Игорь, прервав учёбу, вернулся в Гянджу. В январе 1992 года записался добровольцем в отряд МВД Азербайджана и отправился на фронт. Макеев был назначен заместителем командира взвода.
Согласно азербайджанским источникам 5 июня 1992 года в бою с армянскими подразделениями за село Нахичеваник (Нахчыванлы) Игорь уничтожил десять солдат противника. Он также отличился в боях за Мардакерт (Агдере).
2 августа 1992 года в бою за высоту «Вышка» Игорь погиб, прикрывая в составе пулемётного расчёта отход своих товарищей.

## Память
Указом президента Азербайджанской Республики № 204 от 6 ноября 1992 года Макееву Игорю Владимировичу было присвоено звание Национального героя Азербайджана (посмертно).
Похоронен на «Аллее Шехидов» города Гянджи. В посёлке Садыллы в его честь названа улица.
Снят документальный фильм «Mən Gəncəliyəm» (Я гянджинец).